# 新合街道 (七台河市)
新合街道，是中华人民共和国黑龙江省七台河市新兴区下辖的一个乡镇级行政单位。

## 行政区划
新合街道下辖以下地区：
春风社区和春城社区。